# Jean-Guy Bernard
Cet article possède un paronyme, voir Guy Bernard.
Jean-Guy Bernard, né le 22 novembre 1917 dans le 16e arrondissement de Paris et mort en déportation le 5 août 1944  pendant son transfert entre Drancy et Auschwitz, est un résistant français, secrétaire général du mouvement Combat aux côtés d'Henri Frenay.

## Biographie

### Famille
Jean-Guy Bernard naît le 22 novembre 1917 dans le 16e arrondissement de Paris.
Il est le fils de Fernand Abraham Bernard (1866-1961), polytechnicien et officier d'artillerie coloniale dans l'armée française, et de Marguerite Ettlinger (1880-1978), originaire d’une famille alsacienne venue s’établir à Paris en 1857.
Par ailleurs, il est le frère de Jacqueline Bernard (1913-1998), journaliste, traductrice et future résistante, et le neveu de Lazare Bernard (1865-1903) dit Bernard Lazare, écrivain libertaire et dreyfusard.

### Formation
Sur les traces de son père, Jean-Guy entre à l’École polytechnique en 1938.

### Seconde Guerre mondiale
Passionné d’aviation, il s'engage en 1939 dans l’aviation de chasse. Il est l’un des rares aviateurs à avoir bombardé Berlin en 1940.
Après l'armistice, il réintègre l'école polytechnique, repliée à Lyon.
Lors de premières mesures d'exclusion concernant les juifs, Jean-Guy Bernard qui est lui-même juif demande à ses autorités de tutelle qu'on lui explique ce qui définit un juif.
Jean-Guy et sa sœur, Jacqueline Bernard, qui avait rencontré Berty Albrecht sont mis en relation avec Henri Frenay, fondateur du Mouvement de libération nationale qui deviendra Combat.
Serge Ravanel qui a connu Jean-Guy à cette époque rapporte que son père finançait généreusement le mouvement Combat.
Après avoir exercé son métier d'ingénieur au cours de l'hiver 1941-1942, il devient permanent de Combat, avec le titre de secrétaire général.
Il réorganise la région de Montpellier au cours de l'hiver 1942-1943, puis il assume des rôles de dirigeants successivement dans le Noyautage des Administrations Publiques (NAP) en zone nord, et de Résistance-Fer.
Le 8 octobre 1943, il épouse Yvette Baumann, responsable du service social de Combat puis des MUR.
Tous deux sont arrêtés le 28 janvier 1944 puis horriblement torturés. Reconnu comme juif, il est transféré à Drancy et déporté le 31 juillet 1944, dans le Convoi No. 77, dans l'un des derniers convois acheminés vers Auschwitz.
Sa jeune épouse survivra à sa déportation à Auschwitz puis Ravensbrück. Avant d'être déportée, elle avait donné le jour en prison à un enfant mort-né.
Dans ses mémoires, Claude Bourdet le compare à un « jeune fauve », pas toujours facile, mais doté de qualités exceptionnelles d'organisation.

## Distinctions
- Chevalier de la Légion d'honneur à titre posthume[Quand ?][6]
- Croix de guerre 1939–1945[6]
- Médaille de la Résistance française avec rosette à titre posthume (décret du 11 mars 1947)[10]